# El gato negro
El gato negro (título original en inglés: The Black Cat) es un cuento de terror del escritor estadounidense Edgar Allan Poe, publicado en el periódico Saturday Evening Post de Filadelfia en su número del 19 de agosto de 1843. La crítica lo considera uno de los más espeluznantes de la historia de la literatura policiaca.

## Argumento
El protagonista es un hombre dócil y bondadoso, le gustaban mucho los animales, al igual que a su esposa, lleva una vida hogareña, apacible con su gato llamado Plutón, hasta que el hombre empieza a dejarse arrastrar por la bebida. El alcohol lo vuelve irascible y en uno de sus accesos de furia acaba con la vida del animal al que ya había arrancado un ojo con un cortaplumas. Un segundo gato parecido a Plutón aparece en la taberna en que estaba bebiendo, e intenta redimirse llevándolo a su casa junto a su esposa; pero le dan celos de que el gato se encariñara tanto con su esposa y en otro ataque de ira, trata de decapitar al gato con un hacha, pero termina matando a su esposa y los acontecimientos se precipitan hasta culminar en un horrendo desenlace.

## Contenido

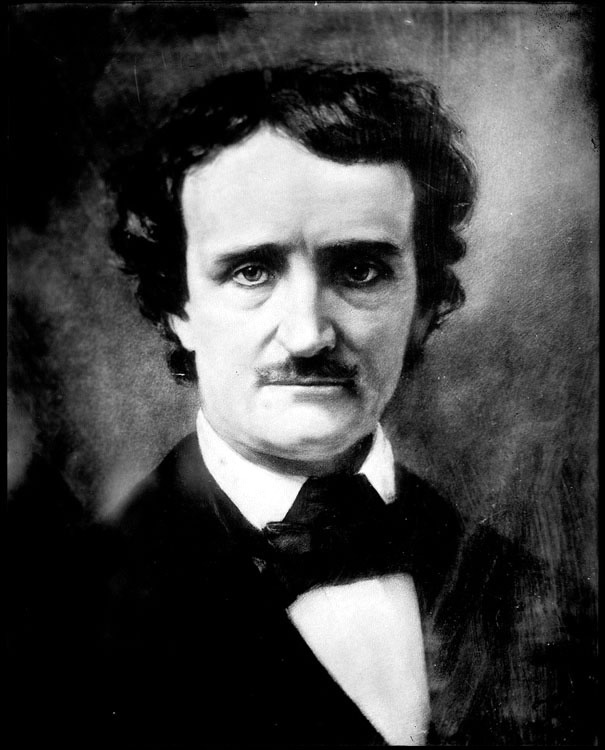
Imagen de Edgar Allan Poe.

El gato negro es uno de lo cuentos siniestros más conocidos de Poe, así como uno de sus grandes relatos psicológicos. La combinación de ambos elementos, horror y psicología, parece conducir directamente a la expresión terror psicológico, que hoy sabemos inspirada en la singularidad artística de este autor y que podría definirse como aquella fórmula literaria que aspira a conjugar en una síntesis superior miedo, enajenación y arte. Dejando de momento aparte los presuntos contenidos autobiográficos y supersticiosos, son tres los temas principales que desarrolló el autor en "El gato negro", y los tres se hallan estrechamente relacionados entre sí. En primer lugar, como se indica, la locura, espantosamente presente en otro cuento producido en ese mismo año de 1843, con el cual, por doble motivo, pues, a menudo se vincula a "El gato negro"; se trata de "El corazón delator".
Tanto en uno como en el otro el protagonista se ve aquejado por incontrolables accesos de demencia sádica; en el caso de este último, parece ‘congénita’, mientras que en el de "El gato negro" se deriva de una severa adicción. Otro tema común en ambas narraciones es el de la culpa, con un acusado matiz persecutorio, y, muy vinculado a aquel, el de la perverseness (no exactamente la 'perversidad' en castellano), aspecto de la maldad que en Poe aparece revestido de singulares connotaciones masoquistas; una rara especie de justicia poética. Este concepto se encuentra extensamente desarrollado en un relato posterior, "El demonio de la perversidad" (1845), en el cual asistimos, como en las dos obras aludidas, a la absurda e imprevisible autoinculpación de un asesino:

Examinemos estas acciones y otras similares: encontramos que resultan solo del espíritu de perversidad. Las perpetramos simplemente porque sentimos que no deberíamos hacerlo.

Pero "El gato negro" es tan personal y significativo dentro del corpus de las obras de Poe que en realidad muestra paralelismos y similitudes con casi todos los grandes títulos del autor, y esas similitudes recaen precisamente en las mayores virtudes literariamente horripilantes que lo caracterizaban. Comparte, por ejemplo, con "La caída de la Casa Usher" la recreación de los peores tormentos domésticos, del personaje desquiciado y de su acelerado descenso a los infiernos. Con "El barril de amontillado", el final sorprendente y estremecedor (algo más que estremecedor en el caso de "El gato negro"), así como el ritmo narrativo hipnotizante. Con "La verdad sobre el caso del señor Valdemar", el contenido espantoso en sí mismo. Con "Berenice", el obsceno componente sádico. Con "Los crímenes de la calle Morgue", la violencia monstruosa.
Es, por desgracia, además, como "La caída de la Casa Usher", un relato parcialmente autobiográfico, no se sabe hasta qué punto. Lo es al menos por el retrato de lo que Poe denomina "intemperancia", así como del triángulo que formaban de hecho, en su hogar, él mismo, su esposa, Virginia Clemm, y el gato real, una gata llamada Caterina favorita de su mujer.
La dantesca escena final del relato —una de las recreaciones más perfectas que se han urdido, en el plano simbólico, de aquello a que puede conducir un infierno conyugal—, en la cual se mezclan a partes iguales los horrores visuales con los auditivos, es pura materia de pesadilla, y de hecho se trata de una de las preferidas por los artistas gráficos a la hora de ilustrar los volúmenes de cuentos de Poe. H. P. Lovecraft comentó  sobre el desgraciado protagonista de este cuento:

Muchos de sus rasgos parecen derivarse de la propia psicología de Poe, quien poseía ciertamente mucho de la sensibilidad, de las locas aspiraciones y del carácter fantástico que atribuye a sus solitarias y arrogantes víctimas del Destino.

## Adaptaciones cinematográficas
Entre otras adaptaciones, se encuentran las siguientes:
| Año  | Título        | Notas | Ref.   |
| ---- | ------------- | --- | ------ |
| 1934 | The Black Cat | Guion adaptado a la historia de Poe, primera versión, por Universal Pictures, protagonizada por Béla Lugosi y Boris Karloff. | [ 14 ] |
| 1934 | Maniac        | Contiene elementos de la historia.                                                                                           | [ 15 ] |